# 羅韋雷托戰役
羅韋雷托戰役（法語：Bataille de Rovereto）發生於1796年9月4日，是法国大革命战争第一次反法同盟期間的一場戰役。此役由拿破崙·波拿巴的法國「意大利軍團」與保羅·達維多維奇指揮的奧軍分隊交鋒，發生於奧軍司令維爾姆澤發動的第二次曼托瓦解圍行動期間，當時奧軍高層派遣達維多維奇所部留守阿迪杰河谷上游的特伦托，同時維爾姆澤親率主力經東側的布倫塔河谷南下，然後經巴薩諾向西南進軍至曼托瓦，試圖解除法軍對該地的圍城。
然而拿破崙的下一步行動出乎奧軍預料之外。他率領三個師沿西側的阿迪杰河谷向北進攻，以優勢兵力壓制達維多維奇，並在9月4日午後擊潰奧軍，迫使達維多維奇大舉向北撤退。此一勝利使拿破崙得以移動至東側的布倫塔河谷上游，然後經該河谷向南追擊維爾姆澤，在巴薩諾戰役中擊敗後者，最終將其圍困於曼托瓦城內。

## 背景
1796年3月，拿破崙·波拿巴被任命為義大利軍團司令，隨即在同年4月發動入侵皮埃蒙特的作戰。法軍先在蒙特諾特之戰殲滅一支冒進的奧軍部隊，成功分開薩丁尼亞軍與奧地利軍，接著透過內線作戰數次擊敗已被分割的反法同盟聯軍，讓一支遠大於己的聯軍部隊損失慘重，迫使無力對敵的薩丁尼亞王國簽署停戰協議退出戰爭。薩丁尼亞王國的崩潰使北意大利的聯軍陷入劣勢，法軍在5月7日經皮亞琴察渡過波河向奧軍進攻，威脅奧軍的左翼和其與曼托瓦要塞的聯繫，逼迫奧軍放棄米蘭公國，渡過阿達河向東撤退。5月10日，法軍擊敗奧軍後衛，奪下渡過阿达河的重要道路洛迪橋。隨後幾天，奧軍繼續向東撤退過明喬河，等待從蒂羅爾前來的援軍。5月30日，拿破崙率軍經博爾蓋托大橋強行渡過明喬河，奧軍被擊退後撤往阿迪杰河谷。6月3日，法軍已完全包圍了北義大利最重要的要塞曼托瓦。

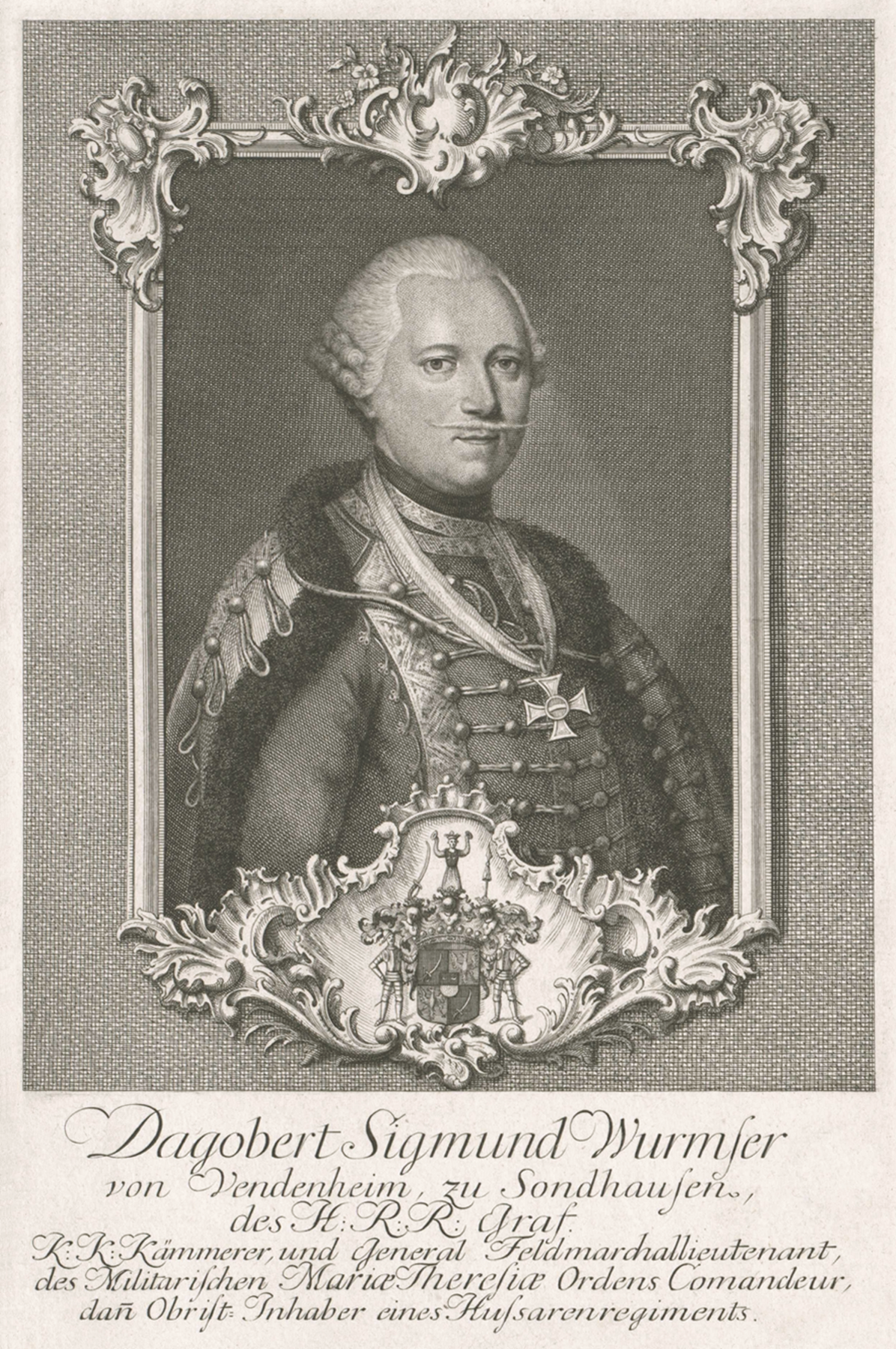
維爾姆澤元帥

7月15日，法軍開始對曼托瓦要塞發動進攻。與此同時，奧地利司令約翰·彼得·德·博利厄被撤職，由陸軍元帥維爾姆澤接管指揮，其組織的解圍行動共有5萬士兵參與，從蒂羅爾兵分兩路向法軍進攻，分別為維爾姆澤親率的主力部隊與闊斯達諾維奇指揮的次要部隊。7月29日，奧軍主力部隊擊退法軍後，繼續向曼托瓦推進。7月30日，拿破崙放棄圍攻曼托瓦，集結部隊向闊斯達諾維奇的次要部隊進攻。他在8月3日至4日多次派出部隊打擊奧軍，在切斷奧軍退路後迫使3,000名士兵投降。8月5日，拿破崙率部隊轉而向奧軍主力部隊進攻，在卡斯蒂廖内战役中擊退對手，使奧軍匆忙撤回特伦托。
8月26日，神聖羅馬皇帝弗朗茨二世下令立即發動第二次解圍曼托瓦行動。維爾姆澤的新任參謀長弗朗茨·馮·勞爾遂制定進攻計畫，計劃如下：保羅·達維多維奇2萬人的部隊留守特倫托，維爾姆澤親率2.6萬人經東側的布倫塔河谷南下向巴薩諾進軍，在與巴薩諾的奧軍會合後，其部隊轉向西南方，經莱尼亚戈進軍曼托瓦。勞爾在戰略分析中提到：「法軍在近期戰鬥中損失慘重，尚未完全恢復戰力，也未獲得足夠增援」。他自信地認為，法軍將不會發動新的攻勢，因此有足夠時間讓奧軍順利展開增援行動。
然而，法國政府實際上策劃了一項戰略計劃，下令法國「意大利軍團」向北通過布伦纳山口，與莫罗將軍在巴伐利亞地區的部隊會合。拿破崙於是下令沃布瓦師、馬塞納師及奥热罗師共3.3萬人經西側的阿迪杰河谷向特伦托推進，餘下的1.3萬多人則繼續圍攻曼托瓦，並防守维罗纳至莱尼亚戈的阿迪杰河防線。

## 戰鬥

安德烈·马塞纳

9月1日，維爾姆澤麾下的部隊開始經東側的布倫塔河谷南下，先是奧軍中將卡爾·菲利普·塞博滕多夫指揮的約4,100人，後是彼得·闊斯達諾維奇指揮的4,600人。而在西側阿迪傑河谷上游特伦托周邊的保羅·達維多維奇則有19,555人，但其中僅有13,695人能立即投入戰鬥。他將约瑟夫·菲利普·武卡索维奇與約翰·魯道夫·馮·斯波克將軍的旅部署在罗韦雷托附近，羅伊斯-格賴茨親王海恩里希將軍的旅部署在特伦托，約翰·勞頓將軍的旅部署在瓦尔泰利纳，約翰·格拉芬將軍的旅部署在福拉尔贝格。其中後兩者的部隊由於距離較遠，無法提供即時的支援。
法軍方面，沃布瓦將軍率領1萬兵力駐紮在加尔达湖以西。他下令讓·約瑟夫·吉厄將軍的旅透過搭船前進，而其餘兩個旅則沿伊德羅湖北行，進抵湖泊北端的里瓦-德尔加尔达。沃布瓦麾下的部隊會合後，開始向東進軍罗韦雷托。與此同時，拿破崙下令馬塞納率1.3萬人沿阿迪杰河谷向北推進，而奧熱羅的九千人則艱難地穿越維羅納北方的山區。

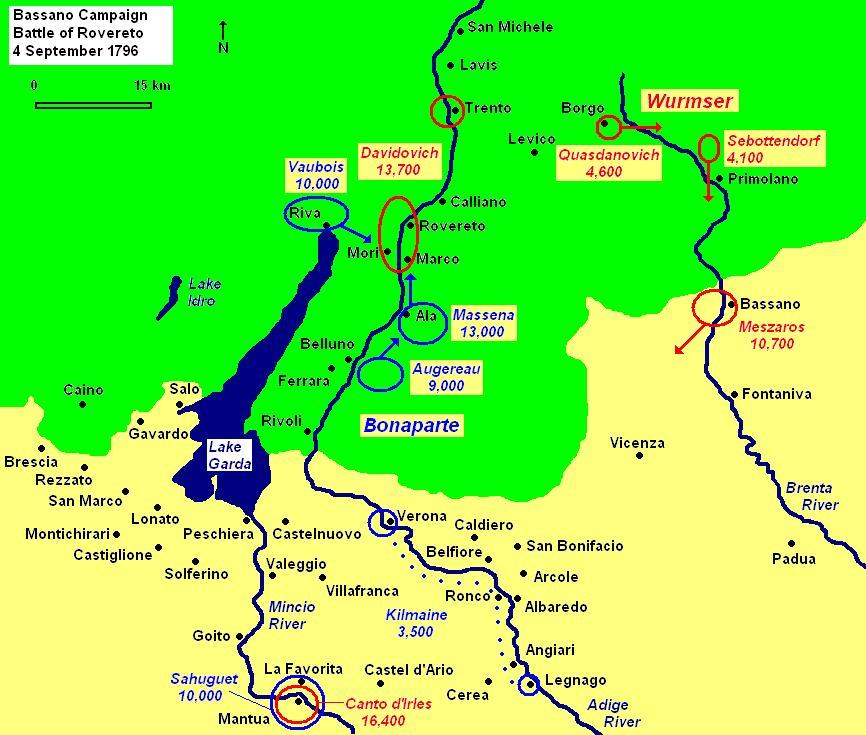
戰局態勢圖

9月3日，馬塞納在阿拉突襲武卡索维奇所率的一千五百名奧軍，並將其擊退至阿迪杰河東岸的馬可。武卡索維奇試圖向達維多維奇示警，然而後者當時正在特倫托與維爾姆澤會議。沃布瓦則於纳戈-托尔博莱擊潰羅伊斯-格賴茨旅的一部，並準備進攻莫里西岸的奧軍陣地。此時，符姆澤爾雖已得知法軍迫近特倫托，卻仍堅持按照計畫經由東側的布倫塔河谷行動。
天剛破曉，馬塞納的師便向馬可的奧軍發動攻擊。其麾下克洛德-維克托·佩蘭將軍率領一支半旅沿主幹道直接進攻，而讓·約瑟夫·馬格德莱娜·皮容則奪取側翼高地。奧軍在激戰後為避免被包圍而撤退，馬塞納隨即展開猛烈追擊，擊潰多個奧軍編隊。之後當法軍進抵羅韋雷托時，武卡索維奇再度集結部隊頑強抵抗，但到了正午後只能帶著殘餘部隊及約翰·魯道夫·馮·斯波克旅向卡利亚诺撤退。而此時，沃布瓦亦已成功奪取莫里。
達維多維奇派遣卡爾·魏登費爾德上校及普賴斯步兵團第24團駐守於阿迪杰河谷，意圖掩護奧軍撤退，但該團因前期戰鬥損失慘重、數次失去陣地而士氣低落。法軍在埃爾澤阿·奧古斯特·庫贊·德·多馬坦將軍指揮的砲兵支援下，以縱隊猛烈進攻，成功突破奧軍防線。武卡索維奇與斯波克原以為魏登費爾德能夠穩固掩護，遂在抵達卡利亞諾後命部隊生火做飯。豈料法軍突襲營地，使毫無防備的奧軍陷入潰敗，殘存者四散而逃。

## 後果
法軍在羅韋雷托戰役有750人傷亡，而奧軍則為3,000人傷亡或被俘，並有25門火砲與7面軍旗被繳獲。保羅·達維多維奇於當日夜晚撤出特伦托前往拉维斯。9月5日上午，安德烈·马塞纳率部進入特伦托，而沃布瓦也在不久後進入。此時，拿破崙發現維爾姆澤計劃經東側的布倫塔河谷南下，決定不與莫羅部會合，而是前往布倫塔河上游從後方進攻維爾姆澤指揮的奧軍主力。
拿破崙非但沒有率全軍沿阿迪杰河谷向南撤退，反而命令沃布瓦以1萬兵力封鎖特伦托以北的峽谷，而其餘2.2萬人大舉沿奧軍撤退的同一路線全速追擊維爾姆澤。此舉極為冒險，因為在行動期間，法國「義大利軍團」將完全依賴當地所能獲取的補給，若在布倫塔河谷遭遇哪怕是短暫的阻滯，都可能導致軍隊在阿爾卑斯山腹地陷入饑荒。
9月5日，沃布瓦率部渡過阿維西奧河，在拉维斯進攻達維多維奇，將後者驅向更北。拿破崙隨後下令奥热罗師前往莱维科泰尔梅追擊維爾姆澤，並派遣馬塞納師緊跟其後。上述兩師最終於9月7日在普里莫拉諾與奧軍交火，並於8日在巴薩諾戰役與奧軍主力爆發決戰。

## 註腳
1. ↑  Haythornthwaite（1993年），第10页
2. ↑  克劳塞维茨（2019年），第129-132页
3. ↑  Chandler（2009年），第89页
4. ↑  克劳塞维茨（2019年），第150-151页
5. ↑  Haythornthwaite（1993年），第11页
6. ↑  克劳塞维茨（2019年），第173页
7. 1 2  Boycott-Brown（2001年），第418-419页
8. ↑  Boycott-Brown（2001年），第418页
9. 1 2  Boycott-Brown（2001年），第421-423页
10. 1 2  Boycott-Brown（2001年），第424-426页
11. ↑  Smith（1998年），第122页
12. ↑  Boycott-Brown（2001年），第427-428页
13. ↑  Chandler（2009年），第97页
14. ↑  Boycott-Brown（2001年），第428-429页
15. ↑  Smith（1998年），第123页
16. ↑  Colson & Mikaberidze（2022年），第343页

## 外部連結
- 维基共享资源上的相關多媒體資源：羅韋雷托戰役